# 新津油田
新津油田（日语：／），是位於日本新潟縣新潟市秋葉區新津地區（原：新津市）的油田。以丘陵為中心，採油作業從江户时代之前就開始，至平成年間結束。

## 概要

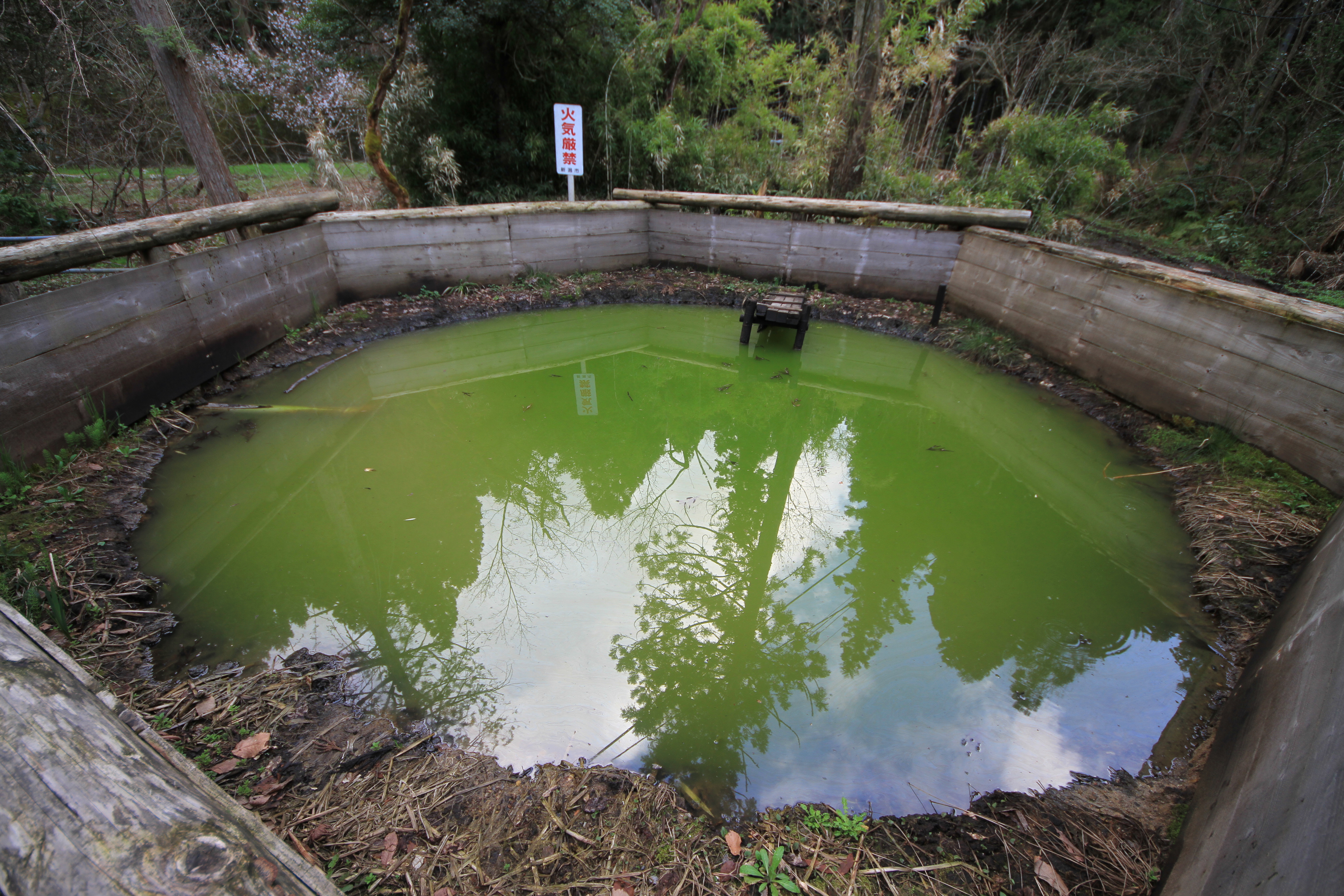
據稱是慶長年間發現石油的煮坪（位於秋葉區草水町，市指定文化財）

從明治末期到大正時代，這裡是日本石油產量最高的油田，開挖了2000口以上的油井。
於新津丘陵上，以金津礦區為中心，在朝日・鹽谷、矢代田、小口等處進行開採。在丘陵山腳下的能代川（現在的新津川）和信濃川下游的關屋（新潟市中央區）一帶有許多製油廠，原油以船舶運輸。後來還鋪設了一條從金津礦區到信濃川碼頭的油管。

現在還是有石油和天然氣的湧出，曾有民宅土地噴出含油的泥水。

## 歷史
- 江戶時代以前：收集自然滲出於地表的原油。

- 1874年：當地的庄屋（中野家族）向政府申請開採[10]，並在次年獲准。後來日本石油（现在的新日本石油）也加入。

- 明治時代末期：隨著產業發展，消費增加，中小型油礦企業和個人經營油井達到100家左右。

- 1912年：日本石油的旋鑿技術成功，於新津油田開始使用。[11]開採進入機械化時代。
- 1917年：年產量達到 120,000 千升，成為日本第一。[10]

- 1980年代：有組織的開採基本上結束[12]。

- 1996年：最後一口油井停產。

- 2007年：入選「日本地质百选」[10]。
- 2018年10月：新津油田金津礦區遺址被指定為國家史跡。[13]

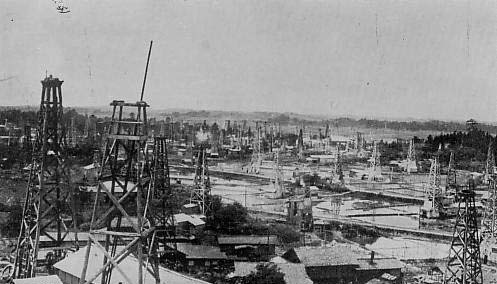
1930年代左右的新津油田。